# Kirche Elsnig

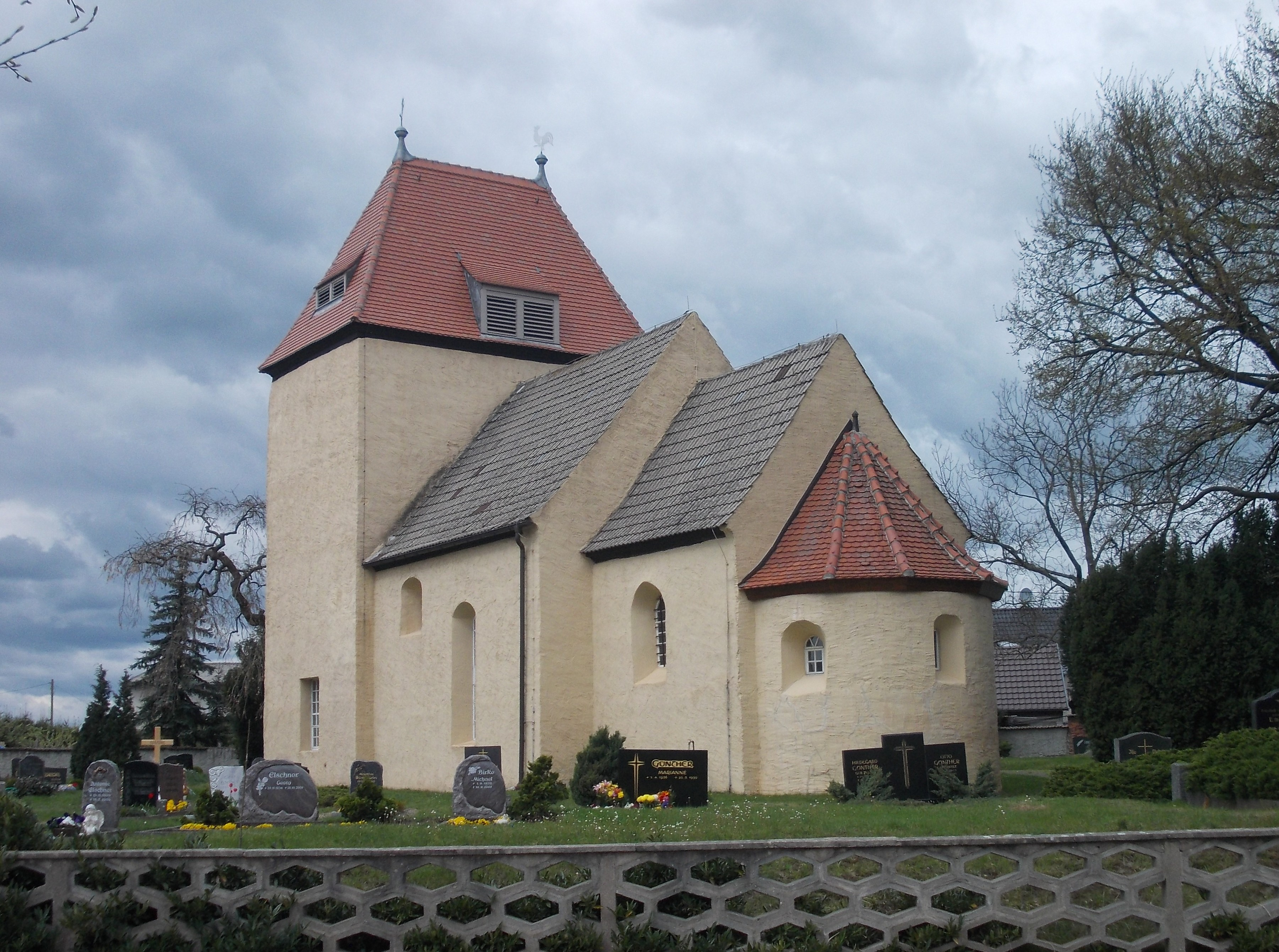
Kirche Elsnig

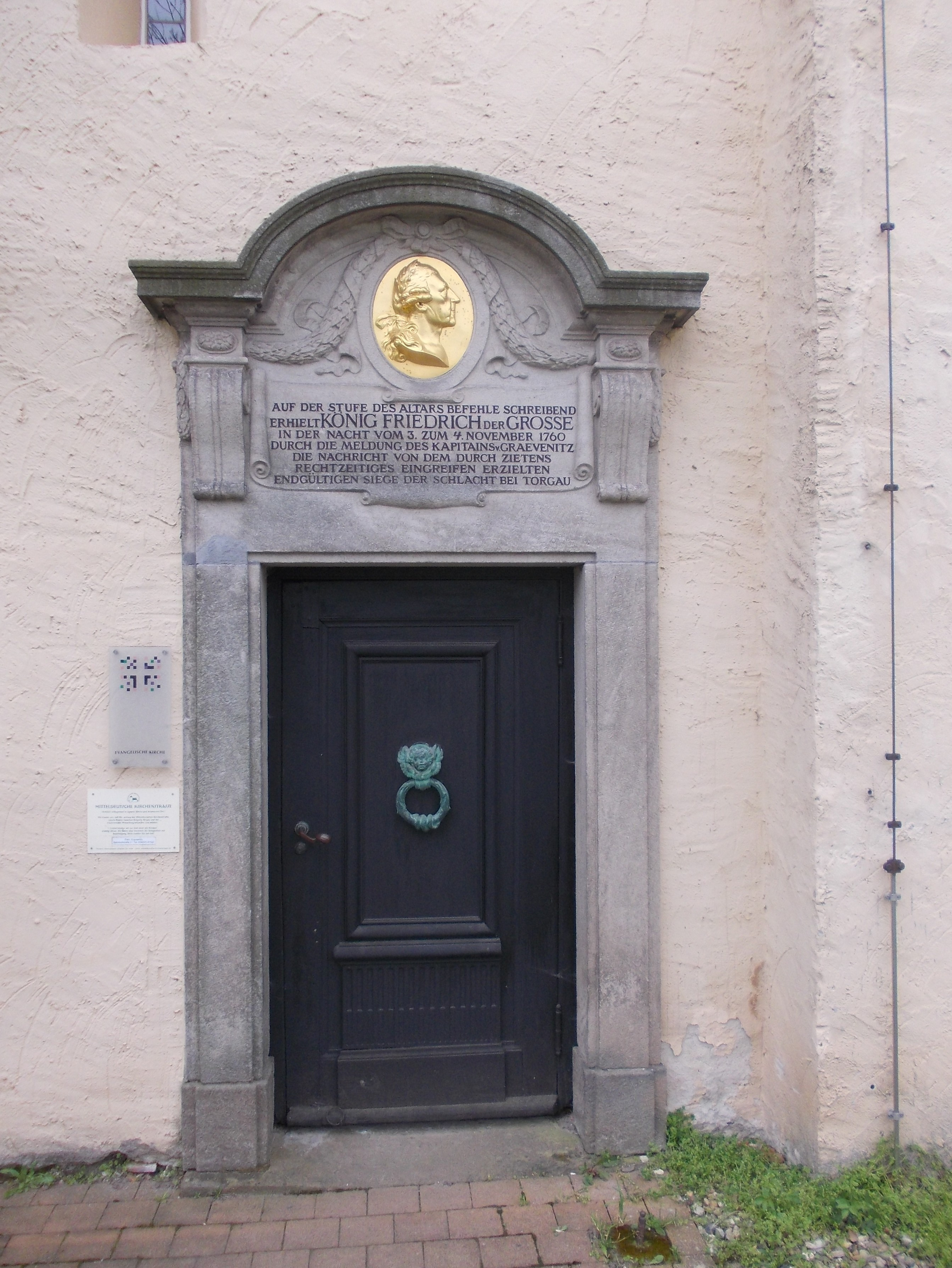
Nordportal

Die evangelische Kirche Elsnig ist eine spätromanische Saalkirche in Elsnig im Landkreis Nordsachsen in Sachsen. Sie gehört zum Pfarrbereich Dommitzsch-Süptitz im Kirchenkreis Torgau-Delitzsch der Evangelischen Kirche in Mitteldeutschland und kann in der Regel nicht besichtigt werden.

## Geschichte und Architektur
Die kleine romanische Saalkirche des 12. Jahrhunderts in vollständiger Anlage wurde in den Jahren 1578 und 1670 durch Brand schwer beschädigt; Erneuerungen wurden in den Jahren 1682–91 und 1838 vorgenommen. Restaurierungen erfolgten im Jahr 1963 und seit 1989.
Das Bauwerk ist ein verputzter Bruchsteinbau und besteht aus den vier Bauteilen Westquerturm, Saal, Chor und Apsis, die deutlich voneinander abgesetzt sind. Die Fenster wurden später erweitert; im ursprünglichen Zustand erhalten sind noch die zwei schmalen Öffnungen an der Nordseite und das Apsisfenster. Das Nordportal wurde im Jahr 1909 von Kaiser Wilhelm II. gestiftet; das Bildnismedaillon König Friedrichs II. nach einem Entwurf von Ernst Eberhard von Ihne erinnert an die Anwesenheit des preußischen Königs in der Elsniger Kirche während der Schlacht von Torgau im Jahr 1760.
Das Innere ist mit einer Holzbalkendecke geschlossen, deren Balken mit Schiffskehlen verziert sind. Rundbögen verbinden das Turmerdgeschoss, den Saal, den Chor und die Apsis. Emporen sind an drei Seiten eingebaut, die Orgelempore ist konvex. Eine spätgotische spitzbogige Sakramentsnische ist an der Altarwand eingelassen.

## Ausstattung
Die einheitliche Ausstattung stammt vom Ende des 17. Jahrhunderts. Der frühere hölzerne, farbig gefasste Altar mit der Jahreszahl 1689 ist auf der Empore abgestellt; das Altarblatt zeigt die gemalten Darstellungen von Maria und Johannes; das skulpierte Kruzifix ging verloren; in der Rahmung aus üppig geschnitztem Figuren- und Ornamentschmuck sind Medaillons mit den gemalten Darstellungen von Moses und Johannes dem Täufer eingefügt. Der Kanzelkorb ist mit den gemalten Darstellungen der Evangelisten in den Brüstungsfeldern zwischen kannelierten Pilastern versehen.
Im Saal ist ein Kastengestühl eingebaut; das Chorgestühl ist mit einem Baldachin und Resten ornamentaler Bemalung versehen. Ein Pfarrerbildnis († 1798) an der Südwand wurde später überarbeitet.